# Sam Manekshaw

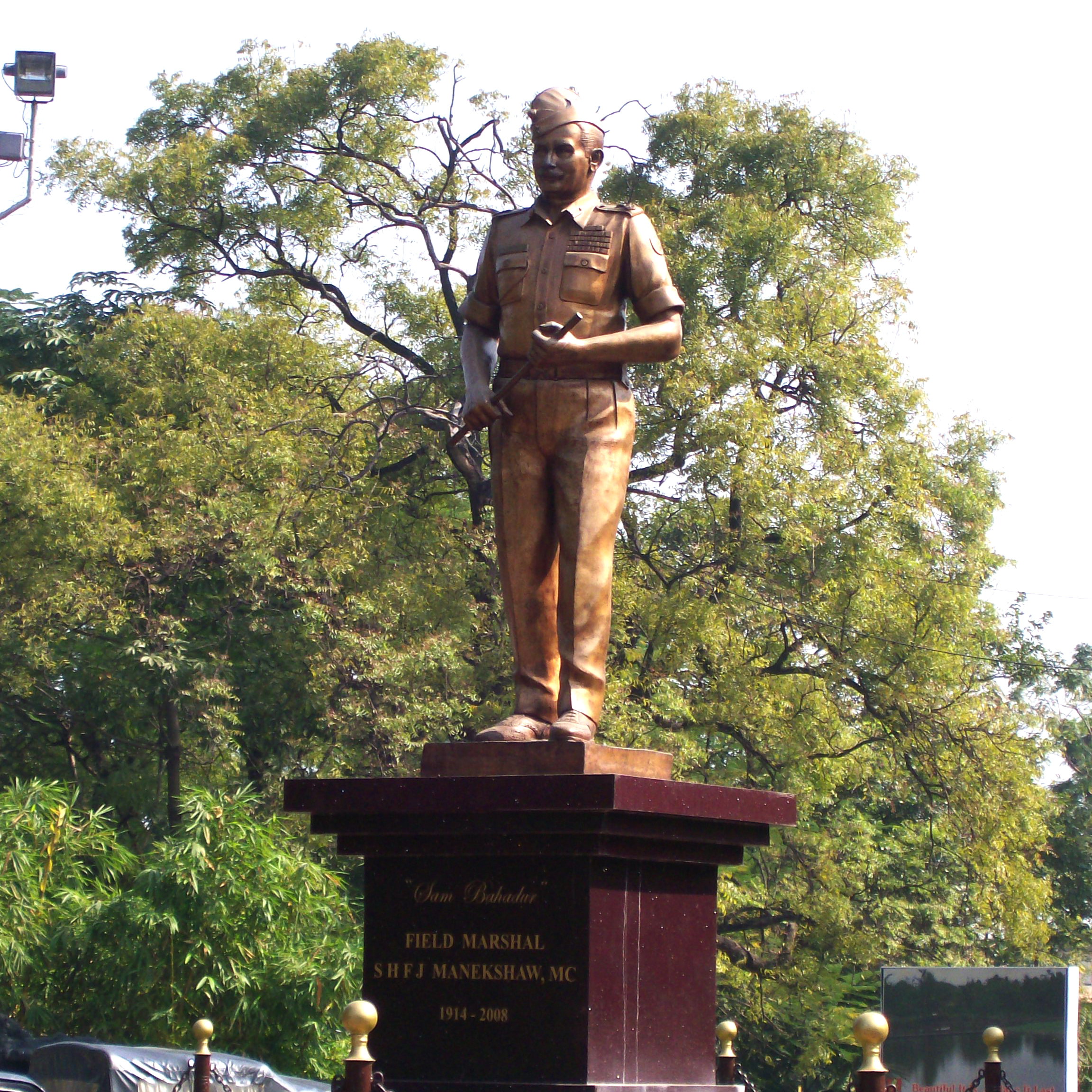
Standbild von Feldmarschall Sam Manekshaw in Pune

Sam Hormusji Framji Jamshedji Manekshaw (Hindi: सैम मानेकशॉ; * 3. April 1914 in Amritsar, Punjab, Indien; † 29. Juni 2008 in Wellington, Indien) war der erste Feldmarschall der Indischen Streitkräfte und gilt als Architekt des Sieges von Indien im Bangladesch-Krieg von 1971.

## Leben

### Militärische Ausbildung und Zweiter Weltkrieg
Der Sohn eines aus einer Parsen-Familie stammenden Arztes begann nach dem Schulbesuch ein Studium der Medizin am Sherwood College in Naini Tal sowie am Hindu Sabha College in Amritsar, trat allerdings 1934 als Mitglied des ersten Offiziersanwärter-Jahrgangs in die neugegründete Indian Military Academy in Dehradun ein. Durch diese sollte einheimischen Soldaten eine weiterführende Laufbahn in der British Indian Army ermöglicht werden. Zunächst leistete er seinen Militärdienst in einem Regiment der Royal Scots, ehe er in ein Gurkha-Regiment eintrat.
Manekshaw gewann erstmals an Aufmerksamkeit als Hauptmann. Am 22. Februar 1942 wurde er bei einem Gegenschlag gegen die Kaiserlich Japanische Armee am Sittong River in Burma (dem heutigen Myanmar) mehrfach verwundet, kämpfte aber gleichwohl an der Seite seiner Einheit bis zu seinem Zusammenbruch weiter.
Da er den bevorstehenden Tod Manekshaws befürchtete, heftete der britische Befehlshaber Generalmajor D. T. Cowan diesem sein eigenes Military Cross an und begründete dies damit, dass „eine tote Person nicht mit einem Military Cross ausgezeichnet werden könne.“ Manekshaw überlebte seine schweren Verwundungen und setzte seine militärische Laufbahn weiter fort. Noch während des Zweiten Weltkrieges kehrte er nach Burma zurück und wurde dort abermals verwundet.

### Aufstieg zum General und Bangladesch-Krieg
1947 wurde er als Oberst mit dem Befehl über militärische Operationen der Indischen Armee betraut, nachdem zwischen Indien und Pakistan ein Konflikt über Kaschmir ausgebrochen war, das beide kurz zuvor unabhängig gewordenen Staaten für sich beanspruchten. Kurz darauf erfolgte seine Beförderung zum Brigadegeneral.
In der Folgezeit hatte er zahlreiche weitere Verwendungen innerhalb der Streitkräfte und stieg schließlich im Dezember 1957 zum Generalmajor auf. Als solcher kam es 1961 zu einem Konflikt mit Verteidigungsminister V. K. Menon, allerdings wurde Ende 1962 seine militärische Befähigung unter Beweis gestellt, als er Einheiten der chinesischen Volksbefreiungsarmee zurückschlug, die über die Himalaya-Region nach Indien eindringen wollten. Zuvor war Verteidigungsminister Menon, ein Vertrauter von Premierminister Jawaharlal Nehru, zurückgetreten, woraufhin Nehru mit dem Kommando über die Zurückschlagung der chinesischen Truppen beauftragte. Im Dezember 1963 wurde Manekshaw zum Generalleutnant befördert.
1968 wurde er mit dem dritthöchsten indischen Verdienstorden, dem Padma Bhushan, ausgezeichnet.
Am 8. Juni 1969 wurde Sam Manekshaw General sowie achter Oberkommandierender der Indischen Streitkräfte und führte als solcher 1971 die indische Armee in den Krieg mit Pakistan, der am 16. Dezember 1971 zur Gründung des Staates Bangladesch führte, dem ehemaligen Ostpakistan. Dabei lehnte er die von Premierministerin Indira Gandhi im Frühjahr 1971 geforderte sofortige militärische Invasion nach Ostpakistan zur Unterstützung der dortigen Rebellen jedoch ab. Dies begründete er damit, dass eine derartige Operation erst nach dem Ende des Monsunregens erfolgen sollte, da dann die bewaffneten Kräfte besser vorbereitet seien. Kurz bevor der Krieg im Dezember 1971 begann, soll er auf die Frage von Premierministerin Gandhi, ob er fertig für den Kriegseinsatz sei, geantwortet haben, dass er immer vorbereitet sei. Knapp drei Wochen später war Pakistan besiegt.
Die Erfolge im Bangladesch-Krieg führten dazu, dass er zu einem Nationalhelden Indiens wurde und 1972 den Padma Vibhushan verliehen bekam, den zweithöchsten indischen Verdienstorden. Am 3. Januar 1973 wurde er zwei Wochen vor seiner Versetzung in den Ruhestand zum ersten Feldmarschall Indiens befördert.